# La Ferté-Beauharnais
La Ferté-Beauharnais – miejscowość i gmina we Francji, w Regionie Centralnym, w departamencie Loir-et-Cher.
Według danych na rok 1990 gminę zamieszkiwały 442 osoby, a gęstość zaludnienia wynosiła 183 osoby/km² (wśród 1842 gmin Regionu Centralnego La Ferté-Beauharnais plasuje się na 725. miejscu pod względem liczby ludności, natomiast pod względem powierzchni na miejscu 1412.).